# Nejlon 100%
Nejlon 100% (Нейлон 100 %) è un film del 1973 diretto da Vladimir Pavlovič Basov.

## Trama
Una pelliccia di nylon, una cosa molto rara, finisce in un negozio dell'usato per un prezzo ridicolo. Le commesse decidono dapprima di diffamarla a turno, e poi la pelliccia inizia a camminare di mano in mano. Ha visitato artisti, un avvocato, uno speculatore, un odontotecnico. E poi c'è l'acquirente più insolito: il famoso allevatore di cavalli.